# Конгресо (остров)
Конгресо (исп. Isla del Congreso) — один из островов Чафаринас.
Остров Конгресо располагается в 3 км к северу от марокканского мыса Агуа в полусотне километрах к востоку от Мелильи.
Площадь — 0,256 км², это крупнейший остров архипелага Чифаринос. Высшая точка — 137 м над уровнем моря, что заметно выше других островов, Изабеллы II и Дель-Рей (35 и 31 м соответственно).
Остров необитаем, на нём имеются гарнизонные строения и тюрьма, в настоящее время неиспользуемые.
На острове зафиксировано несколько кроликов и колония голубей. Западное побережье труднодоступно, с очень крутыми скалами, в то время как восточное побережье более пологое. Остров скалистый, с небольшим количеством травы и кустарника.
На юге острова расположена пещера, к которой можно подплыть на лодке.
Остров Конгресо представляет интерес представляет как археологический памятник, поскольку здесь находится стоянка Эль-Сафрин или поселение под открытым небом, относящееся к неолиту (5-е тысячелетие до нашей эры), с 2000 года исследуется Институтом средиземноморской культуры. Примечательные экземпляры керамики, полученные в ходе раскопок, входят в коллекцию Музея Мелильи.